# (500579) 2012 UZ83
(500579) 2012 UZ83 es un asteroide perteneciente al cinturón de asteroides descubierto el 7 de julio de 2010 por Wide-field Infrared Survey Explorer desde el telescopio espacial Wide-Field Infrared Survey Explorer (WISE), Estados Unidos.

## Designación y nombre
Designado provisionalmente como 2012 UZ83.

## Características orbitales
2012 UZ83 está situado a una distancia media del Sol de 3,140 ua, pudiendo alejarse hasta 3,813 ua y acercarse hasta 2,467 ua. Su excentricidad es 0,214 y la inclinación orbital 8,920 grados. Emplea 2033,20 días en completar una órbita alrededor del Sol.

## Características físicas
La magnitud absoluta de 2012 UZ83 es 16,1. Tiene 4,017 km de diámetro y su albedo se estima en 0,057. 